# Chaetomium gelasinosporum
Chaetomium gelasinosporum är en svampart som beskrevs av Arx & E. Müll. 1967. Chaetomium gelasinosporum ingår i släktet Chaetomium och familjen Chaetomiaceae.   Inga underarter finns listade i Catalogue of Life.